# Cantón de Évry-Sur
El cantón de Évry-Sur era una división administrativa francesa, que estaba situada en el departamento de Essonne y la región de Isla de Francia.

## Composición
El cantón estaba formado por dos comunas, más una fracción de la comuna que le daba su nombre:
- Bondoufle
- Évry (fracción)
- Lisses

## Supresión del cantón de Évry-Sur
En aplicación del Decreto nº 2014-230 de 24 de febrero de 2014, el cantón de Évry-Sur fue suprimido el 22 de marzo de 2015 y sus 3 comunas pasaron a formar parte; una del nuevo cantón de Corbeil-Essonnes, una del nuevo cantón de Évry y una del nuevo cantón de Ris-Orangis.